# 科尔多瓦主教宫

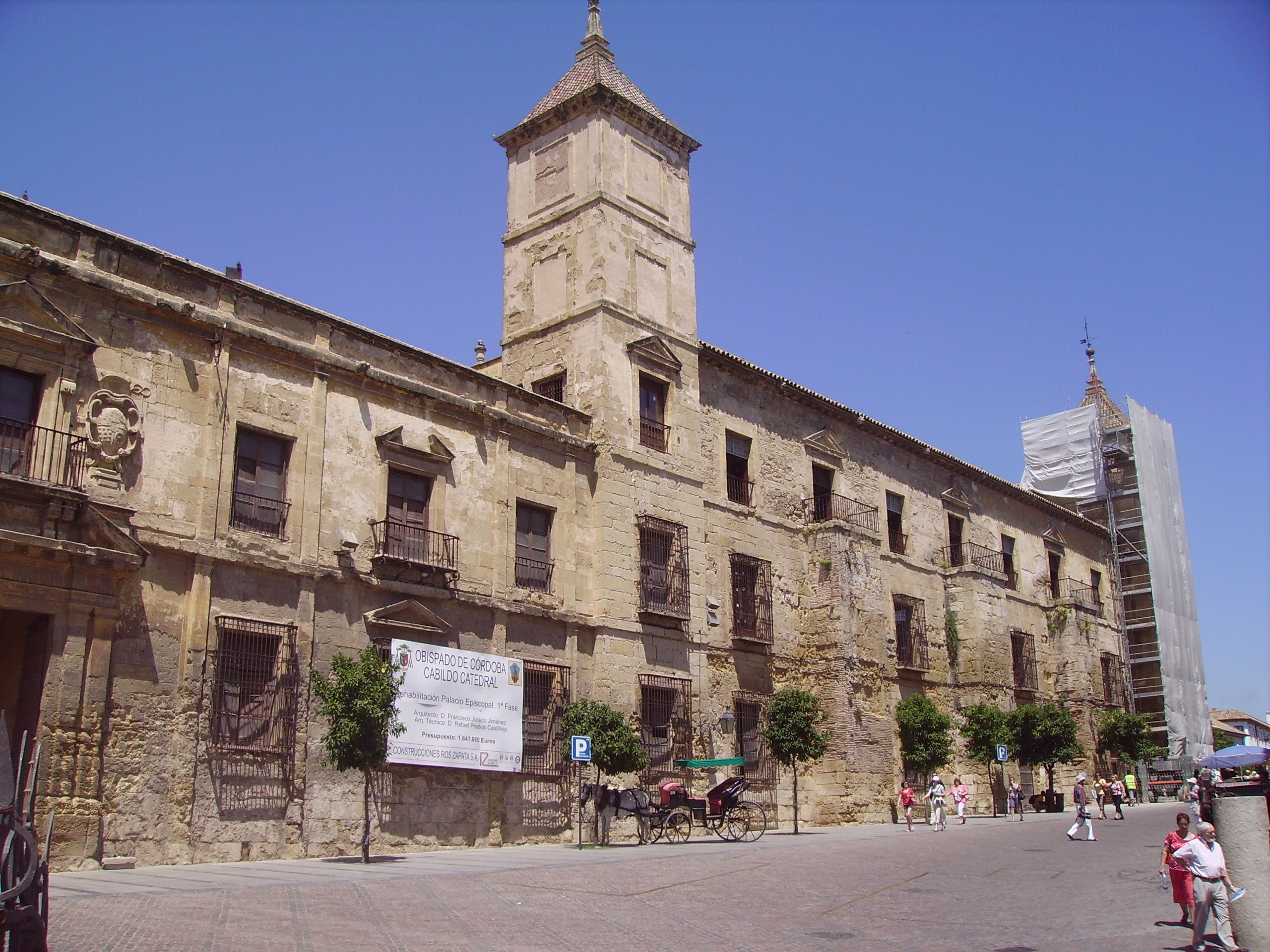
科尔多瓦主教宫

科尔多瓦主教宫（西班牙语：Palacio Episcopal de Córdoba）是西班牙科尔多瓦的一座历史建筑，1994年列为世界遗产科尔多瓦历史中心的一部分，位于托里霍斯街（Calle Torrijos）12号，科尔多瓦主教座堂西立面的正对面。建筑面积为 14,000 平方米，是市中心最大的建筑之一，其庭院内有大象喷泉雕塑，是倭马亚哈里发艺术的象征之一。
2019年5月，马厩开始改造，开设自助餐厅和美食店，于2021年10月28日开业， 此处为原安达卢西亚哈里发城堡旧浴室的遗迹。